# Joseph Chebet
Joseph Chebet (* 23. August 1970; † 7. Juli 2023 in Eldoret) war ein kenianischer Marathonläufer.
Er gewann 1999 sowohl den Boston-Marathon als auch den New-York-City-Marathon, nachdem er im Jahr zuvor bei beiden Läufen Zweiter geworden war.
Weitere Erfolge sind ein Sieg beim Amsterdam-Marathon 1996, ein Sieg beim Turin-Marathon 1997, ein zweiter Platz beim New-York-City-Marathon im selben Jahr und ein Sieg beim Vienna City Marathon 2003.
Seine persönliche Bestzeit von 2:07:37 h stellte er 1998 in Boston auf.
Joseph Chebet starb am 7. Juli 2023 im Mediheal Hospital in Eldoret im Alter von 52 Jahren.